# 巴爾托什夫卡 (奧拉季夫區)
49°17′51″N 29°19′48″E / 49.29750°N 29.33000°E
巴爾托什夫卡（烏克蘭語：Бартошівка），是烏克蘭的村落，位於該國西南部文尼察州，由文尼察區負責管轄，始建於1863年，面積0.62平方公里，海拔高度238米，2001年人口88，人口密度每平方公里143.09人。